# Annette Lu
Annette Lu, född 1944, är en taiwanesisk politiker.
Hon var vicepresident 2000–2008. 